# 네온테크
주식회사 네온테크(영어: Neontech)는 대한민국의 반도체, 디스플레이, MLCC용 절단장비와 자동화 설비, 산업용 드론을 제조하는 기업이다.
자회사인 GIS가 코스닥 상장을 위한 예비 심사 청구서를 제출했다.

## 역사
- 2000년 10월: 회사 설립

## 논란
대한민국 육군이 추진 중인 '감시정찰용 수직이착륙 무인기' 입찰에서 네온테크가 육군에 공급할 수직이착륙 무인기 입찰 과정에서 불공정 의혹을 받고 있으며 네온테크의 무인기가 중국산을 표절했다는 의혹도 제기되었다.